# 台澎國際法法理建國黨
台澎國際法法理建國黨，簡稱台澎黨，是以終止代管自決建國為主要思想的中華民國政黨，2019年6月30日成立。

## 歷史
2019年4月28日，台灣獨立運動人士鄭自才、劉哲嘉、蔡朝鵬等人於台灣教授協會舉辦「組黨記者會」，宣布將籌組政黨，推動「終止代管，自決建國」理念，使台灣與澎湖早日成為主權獨立國家。
2019年6月30日，台澎國際法法理建國黨於台中世界貿易中心舉辦成立大會，創黨主席鄭自才，創黨宗旨為：「終止中華民國政權在盟軍授權下進行的佔領代管，促成台澎住民依國際法規範完成自決建國程序，使台澎早日成為主權獨立國家。」
2019年8月12日，針對依中華民國教育部新課綱撰寫之歷史課本中所提及之台灣地位未定論，台澎黨於立法院舉行記者會指出，台灣的國際法法理地位就是「未定」，「台灣地位未定」並不是一個「論點」，而是歷史事實，是透過1952年4月28日生效的「舊金山和約」建構出來的國際法法律狀態。其根本目的就是要讓當時身為中國政權的中華民國政權無法為中國取得台澎主權，以免台澎成為中國內戰的戰場。且在二戰後「去殖民化」的國際共識下，在日本於舊金山和約放棄台澎主權之後，原居在此的台澎住民無疑擁有這塊土地未來的「自決權」，可以行使自決權來建立一個真正屬於自己的國家。

2019年9月10日，台澎黨於立法院舉行記者會，表示「台灣努力維持的邦交國，其實都是『中國邦交國』，因為所有國家都是在選擇要承認中華民國還是中華人民共和國作為中國代表政府，台灣人根本沒有屬於自己的邦交。」「70多年來，台灣人努力了半天，只是為了『中國』的外交關係，為人作嫁，不僅吃力不討好，更沒有屬於台灣自己的外交，為了台灣前途，台灣人必須打造自己的國家。」該黨並於記者會中，就美國將向中華人民共和國追討大清帝國積欠的一兆美元公債作為中美貿易戰新武器一事，指出「中華民國政權至今仍承認當年發行的黃金抵押公債，且將『國家統一』訂為處理條件，可以知道中華民國政權就是以統一為目標的中國政權」。

2019年9月20日，適逢台灣人民自救運動宣言55週年，台澎黨於行政院中央大樓前集會，發表《台澎住民自救建國運動宣言》，主張「為了保護台灣現在的民主自由，爭取在國際上的生存空間，台澎黨期望，能做出徹底解決台灣問題的行動，這個行動就是建立主權獨立國家」。台澎黨並於同日前往中國國民黨中央黨部下戰帖，要求中國國民黨針對台灣地位未定論進行辯論。
2019年9月25日，由於中國國民黨在9月20日接下台澎黨送達中央黨部之戰帖後並未如期出席辯論，台澎黨怒斥中國國民黨「怯戰」。台澎黨主席鄭自才重申，中華民國流亡政權從未取得台灣與澎湖主權，應思考按照國際法，直接建立一個國家。

2019年10月25日，主張台灣主權未定的台澎黨、自由台灣黨等八個政黨300多位成員齊聚台北市中山堂，痛批光復日是主權淪陷日，更諷刺1945年同地點舉行的台灣光復日是世紀大謊言，呼籲蔡英文政府盡速推動台灣主權獨立。台澎黨主席鄭自才並指出，「中華民國在1945年10月25日來到台灣，是因為盟軍的命令，你來托管占領台灣，你沒有光復台灣，所以74年前開始騙我們，一直騙到現在。」

2019年12月26日，台澎黨主席鄭自才說，台澎黨是台派唯一主張要放棄中華民國、並且由住民自決來建國的政黨，「如果你只是改中華民國的國號，台灣的國際困境也不會被解決，國際還是不會承認我們」；民主進步黨現在就是把中華民國與台灣綁在一起，「蔡英文她都是這樣講，好像也只能這樣講，我們覺得這不對，所以台澎黨還是要堅持講出自己的主張」。
2020年中華民國第10屆立法委員選舉，台澎黨拿下11,681張政黨票，得票率0.0825%，在所有登記參選的19個政黨中排名最後一名。

## 組織
台澎黨依其黨章之規定，設有黨主席、秘書長，黨部分中央黨部及地方黨部，皆設有黨員大會、執行委員會及評議委員會。

## 參與選舉

### 中央選舉
| 2020年立法委員選舉 | 2020年立法委員選舉             | 2020年立法委員選舉 |
| 選區               | 候選人                         | 結果               |
| ------------------ | ------------------------------ | ------------------ |
| 桃園市第二選區     | 張馨                           | 未當選             |
| 苗栗縣第一選區     | 鍾林芷綸                       | 未當選             |
| 台中市第三選區     | 宋柏澄                         | 未當選             |
| 彰化縣第三選區     | 劉銀鬃                         | 未當選             |
| 台南市第六選區     | 唐宇姮                         | 未當選             |
| 高雄市第四選區     | 孫蓬逸                         | 未當選             |
| 高雄市第六選區     | 劉哲嘉                         | 未當選             |
| 高雄市第七選區     | 吳青木                         | 未當選             |
| 屏東縣第二選區     | 馮家芸                         | 未當選             |
| 山地原住民選區     | Sakai Skm（撒卡伊）            | 未當選             |
| 全國不分區         | 鄭自才、黃聖峰、楊神龍、林碧如 | 未當選             |

### 地方選舉
| 2022年直轄市長及縣市長選舉 | 2022年直轄市長及縣市長選舉 | 2022年直轄市長及縣市長選舉 |
| 選區                       | 候選人                     | 結果                       |
| -------------------------- | -------------------------- | -------------------------- |
| 台北市                     | 黃聖峰                     | 未當選                     |

## 外部連結
- 台澎黨官網（台澎國際法法理建國黨） （页面存档备份，存于）
- 台澎國際法法理建國黨的Facebook專頁
- YouTube上的台澎國際法法理建國黨頻道